# 关巴遗址
关巴遗址，位于中国青海省化隆县加合乡拉公麻村，为青海省市县级文物保护单位，公布日期为1986年12月8日，类型为古遗址。
关巴遗址的历史年代为青铜时代。